# Lista de deputados estaduais do Espírito Santo da 11.ª legislatura
Esta é a lista de deputados estaduais do Espírito Santo para a legislatura 1987–1991.
Na disputa pelas trinta cadeiras da Assembleia Legislativa do Espírito Santo o PMDB conquistou dezesseis, o PFL nove e o PT três enquanto PDS e PDT ficaram com uma vaga cada um.

## Composição das bancadas
| Partido | Líder               | Bancada | Posição  |
| ------- | ------------------- | ------- | -------- |
| PMDB    | Paulo Hartung       | 16 / 30 | Governo  |
| PFL     | Nilton Baiano       | 9 / 30  | Oposição |
| PT      | Cláudio Vereza      | 3 / 30  | Oposição |
| PDS     | Alcino Santos       | 1 / 30  | Oposição |
| PDT     | Luiz Carlos Santana | 1 / 30  | Oposição |

## Deputados estaduais
| Número | Deputados estaduais eleitos | Partido | Votação | Percentual | Cidade onde nasceu      | Unidade federativa |
| 25473  | Nilton Baiano               | PFL     | 25.381  | 2,61%      | Itabuna                 | Bahia              |
| 15318  | Paulo Hartung               | PMDB    | 17.343  | 1,78%      | Guaçuí                  | Espírito Santo     |
| 15237  | Fernando Santório           | PMDB    | 17.044  | 1,75%      | Cariacica               | Espírito Santo     |
| 15758  | Valcy Souza                 | PMDB    | 16.127  | 1,66%      | Pancas                  | Espírito Santo     |
| 25866  | José Tasso                  | PFL     | 15.391  | 1,58%      | João Pessoa             | Paraíba            |
| 15947  | Jório de Barros             | PMDB    | 15.011  | 1,54%      | Baixo Guandu            | Espírito Santo     |
| 15760  | Douglas Puppin              | PMDB    | 13.426  | 1,38%      | Alfredo Chaves          | Espírito Santo     |
| 15611  | Arildo José Cassaro         | PMDB    | 13.029  | 1,34%      | Cariacica               | Espírito Santo     |
| 15722  | Dilton Lyrio Neto           | PMDB    | 12.972  | 1,33%      | Guarapari               | Espírito Santo     |
| 15831  | Paulo Lemos Barbosa         | PMDB    | 12.613  | 1,30%      | Alegre                  | Espírito Santo     |
| 15671  | Levi Ferreira               | PMDB    | 12.528  | 1,29%      | Vitória                 | Espírito Santo     |
| 13776  | Cláudio Vereza              | PT      | 11.859  | 1,22%      | Aimorés                 | Minas Gerais       |
| 15861  | Salvador Bonomo             | PMDB    | 11.300  | 1,16%      | Linhares                | Espírito Santo     |
| 25457  | Dilo Binda                  | PFL     | 11.135  | 1,14%      | Colatina                | Espírito Santo     |
| 15409  | Armando Viola               | PMDB    | 10.768  | 1,11%      | Baixo Guandu            | Espírito Santo     |
| 12579  | Luiz Carlos Santana         | PDT     | 10.093  | 1,04%      | Cachoeiro de Itapemirim | Espírito Santo     |
| 15488  | Jorge Anders                | PMDB    | 10.076  | 1,03%      | Vila Velha              | Espírito Santo     |
| 15443  | Hugo Borges                 | PMDB    | 10.044  | 1,03%      | Serra                   | Espírito Santo     |
| 25878  | Enivaldo dos Anjos          | PFL     | 9.831   | 1,01%      | Barra de São Francisco  | Espírito Santo     |
| 25958  | Luiz Carlos Piassi          | PFL     | 9.401   | 0,96%      | Castelo                 | Espírito Santo     |
| 25417  | Waldemiro Seibel            | PFL     | 9.384   | 0,96%      | Laranja da Terra        | Espírito Santo     |
| 15877  | João Gama Filho             | PMDB    | 8.773   | 0,90%      | Linhares                | Espírito Santo     |
| 15566  | Antônio Pelaes              | PMDB    | 8.659   | 0,89%      | Vitória                 | Espírito Santo     |
| 24805  | João Francisco Martins      | PCdoB   | 8.248   | 0,85%      | Vila Velha              | Espírito Santo     |
| 25969  | Heraldo Musso               | PFL     | 7.796   | 0,80%      | Aracruz                 | Espírito Santo     |
| 25568  | Dario Martinelli            | PFL     | 7.248   | 0,74%      | Santa Teresa            | Espírito Santo     |
| 25858  | Ronaldo Lopes               | PFL     | 7.014   | 0,72%      | Alegre                  | Espírito Santo     |
| 13222  | Antônio Moschen             | PT      | 6.501   | 0,67%      | Serra                   | Espírito Santo     |
| 13332  | João Coser                  | PT      | 6.297   | 0,64%      | Santa Teresa            | Espírito Santo     |
| 11111  | Alcino Santos               | PDS     | 5.688   | 0,58%      | São Mateus              | Espírito Santo     |